# Traian Vuia (Timiș)
Traian Vuia es una comuna ubicada en el distrito de Timiș, Rumania.

## Superficie
Posee una superficie de 69,76 kilómetros cuadrados.

## Demografía
Hasta 2021 la población era de 2130 habitantes, con una densidad de población de 30,53 habitantes por kilómetro cuadrado.